# South African Ice Hockey Association
South African Ice Hockey Association kontrollerar den organiserade ishockeyn i Sydafrika. Man inträdde den 25 februari 1937 i IIHF som första afrikanska förbund.

### Fotnoter
1. ↑  ”South Africa”. International Ice Hockey Federation. http://www.iihf.com/iihf-home/countries/south-africa.html. Läst 9 april 2012.